# Camryn Rogers
Pour les articles homonymes, voir Rogers.
Camryn Rogers (née le 7 juin 1999 à Richmond) est une athlète canadienne, spécialiste du lancer du marteau, championne du monde en 2023 à Budapest et championne olympique en 2024 à Paris.

## Biographie
Camryn Rogers remporte le titre des Championnats panaméricains juniors de 2017 et devient dès l'année suivante championne du monde juniors à Tampere, en Finlande.
En 2021, elle atteint la finale des Jeux olympiques à Tokyo, finissant à la 5e place.

### Vice-championne du monde à Eugene (2022)
Lors des championnats du monde 2022 à Eugene, elle décroche la médaille d'argent, derrière l'Américaine Brooke Andersen, devenant la première Canadienne de l’histoire à glaner une médaille dans cette épreuve aux Mondiaux.
Elle remporte trois fois les championnats NCAA, avec à chaque fois un record personnel : en 2019 avec un lancer à 71,50 m, en 2021 avec 75,52 m, record de la compétition, en 2022 avec 77,67 m, nouveau record du Canada, ce qui fait d'elle la 9e meilleure performeuse de tous les temps.

### Championne du monde à Budapest (2023)
En 2023 Camryn Rogers porte son record à 78,62 m, devenant la 5e performeuse de tous les temps.
A Budapest en août 2023, Rogers est sacrée championne du monde grâce à un jet à 77,22 m réalisé dès sa première tentative, devant les Américaines Janee Kassanavoid et DeAnna Price. Ce titre survient seulement quelques jours après celui de son compatriote Ethan Katzberg chez les hommes, offrant ainsi un doublé historique pour le Canada dans cette discipline.
En 2024, Camryn Rogers remporte le titre olympique grâce à un lancer à 76,97 m à l'avant-dernier essai, devant l'Américaine Annette Echikunwoke.

## Palmarès
| Date | Compétition                   | Lieu       | Résultat | Marque  |
| ---- | ----------------------------- | ---------- | -------- | ------- |
| 2018 | Championnats du monde juniors | Tampere    | 1re      | 64,90 m |
| 2021 | Jeux olympiques               | Tokyo      | 5e       | 74,35 m |
| 2022 | Championnats du monde         | Eugene     | 2e       | 75,52 m |
| 2022 | Jeux du Commonwealth          | Birmingham | 1re      | 74,08 m |
| 2023 | Championnats du monde         | Budapest   | 1re      | 77,22 m |
| 2024 | Jeux olympiques               | Paris      | 1re      | 76,97 m |

## Records
| Épreuve | Performance  | Lieu   | Date           |
| ------- | ------------ | ------ | -------------- |
| Marteau | 78,88 m (NR) | Eugene | 5 juillet 2025 |